# Balagoda
Balagoda of Bolani is een census town in het district Kendujhar van de Indiase staat Odisha. 

## Demografie
Volgens de Indiase volkstelling van 2001 wonen er 11.830 mensen in Balagoda (Bolani), waarvan 53% mannelijk en 47% vrouwelijk is. De plaats heeft een alfabetiseringsgraad van 63%. 